# Оленгуй (река)
Оленгу́й — река в Забайкальском крае России, правый приток Ингоды.
Берёт начало на северо-западном склоне Даурского хребта. Длина реки — 214 км, площадь водосбора — 4070 км². Среднегодовой объём стока в устье — 0,47 км³. Ледяной покров обычно устанавливается в конце октября и разрушается в начале мая. Продолжительность ледостава составляет 165—205 дней. Толщина льда достигает 140—190 см.
Притоки: Верхняя Салия, Средняя Салия, Сыпчегур, Верхняя Нарымка, Букотор, Северный Гутай.